# تقليد
التقليد هو اتباع الإنسان غيره فيما يقول أو يفعل، معتقدًا للحقيقة فيه، من غير نظر وتأمل في الدليل، كأن هذا المتبع، جعل قول الغير أو فعله قلادة في عنقه؛ وعبارة عن قبول قول الغير بلا حجة ولا دليل. والتقليد في اللغة أيضًا هو الاحتمال والالتزام بالأمر. يقول ابن منظور في لسان العرب: وقلده الأمر ألزمه إياه، ويقول أيضًا: وتقلد الأمر احتمله، وكذلك تقلد السيف، ويقول: والمقلد من الخيل: السابق يقلد شيئًا ليعرف أنه قد سبق. فصار المعنى في اللغة يدور على التشبه والالتزام والاحتمال والمحاكاة. وعرفه في اللغة بعض المعاصرين[يحتاج لمصدر] بأنه جعل القلادة في العنق ومنه تقليد الهدي في الحج.

## التقليد في الفقه الإسلامي
والتقليد في اصطلاح الأصوليين هو أخذ قول الغير من غير معرفة دليله. ورد ذلك في شرح المحلي على جمع الجوامع صلاة الجهرية أخذًا بقول أبي حنيفة ونحو ذلك.

### تاريخ بدايته
حدثت ظاهرة التقليد في أوائل القرن الرابع الهجري ويقول الشوكاني في القول المفيد في أدلة الاجتهاد والتقليد: «إن التقليد لم يحدث إلا بعد انقراض خير القرون ثم الذين يلونهم ثم الذين يلونهم وإن حدوث التمذهب بمذاهب الأئمة الأربعة إنما كان بعد انقراض عصر الأئمة الأربعة وإنهم كانوا على نمط من تقدمهم من السلف في هجر التقليد وعدم الاعتداد به وإن هذه المذاهب إنما أحدثها عوام المقلدة لأنفسهم من دون أن يأذن بها إمام من الأئمة المجتهدين.»

### الفرق بين التقليد والاتباع
التقليد عند جماعة من العلماء[يحتاج لمصدر] غير الاتباع لأن التقليد هو الأخذ بقول الغير من غير معرفة دليله. وأما الاتباع فهو سلوك التابع طريق المتبوع وأخذ الحكم من الدليل بالطريق التي أخذ بها متبوعه فهو اتباع للقائل على أساس ما اتضح له من دليل على صحة قوله وهذا بخلاف التقليد الذي يحاكي فيه الشخص قول غيره دون معرفة دليل الحكم، وتفاصيل الاستدلال. والله ذم التقليد غير السليم في آيات كثيرة منها قوله تعالى: ﴿اتخذوا أحبارهم ورهبانهم أربابا من دون الله﴾ فيجب القول باتباع الحجة والانقياد للدليل في أصول العقيدة دون تقليد شخص بعينه لأن التقليد ممنوع في أصول العقيدة. وخصوصًا بالنسبة للمجتهد أما العاميّ فأكثر العلماء على وجوب التقليد في حقه وسيأتي بيانه في التالي.
- والفرق بين العلم والتقليد:
أنَّ العلم هو اعتقاد الشيء على ما هو به على سبيل الثقة.
والتقليد قبول الأمر ممن لا يُؤمن عليه الغلط بلا حجة.
- والفرق بين التقليد والتنحيت:
أن التنحيت هو الاعتقاد الذي يعتدُّ به الإنسان من غير أن يرجحه على خلافه، أو يخطر بباله أنه بخلاف ما اعتقده، وهو مفارق للتقليد ما يُقلَّد فيه الغير، والتنحيت لا يُقلَّد فيه أحد.

### حكم التقليد
الحكم هنا يقسم التقليد إلى قسمين وهما:
- التقليد في العقائد أو في الأصول العامة: كمعرفة الله وصفاته والتوحيد وكل ما علم من الدين بالضرورة من جميع التكاليف الشرعية عبادات أو معاملات أو محرمات كأركان الإسلام الخمسة وحرمة الربا والزنى وحل البيع والنكاح ونحوها مما هو ثابت قطعًا، ولا يخفى على العوام؛ لا يجوز فيها التقليد عند جمهور العلماء وإنما يجب تكوينها بالاعتماد على النظر والفكر لا على مجرد المحاكاة والتشبه بالآخرين.
- التقليد في المسائل الفرعية: وهي أحكام القضايا العملية التي تثبت بطريق ظني هي المجال الذي يصح فيه الاجتهاد والتقليد وقد اختلف العلماء في بعض تفاصيل حكم التقليد في الفروع.

### أقسام التقليد
ينقسم التقليد إلى قسمين:
- تقليد محمود (مباح): وهو تقليد العاجز عن الاجتهاد، لأنه لم يقدر على التوصل إلى الحكم الشرعي بنفسه فلم يبقَ أمامه إلا اتباع من يرشده من أهل النظر والاجتهاد إلى ما يجب عليه من التكاليف. ويكون فيما عجز عن الإجتهاد فيه.
- تقليد مذموم (محرم): وهو ثلاثة أنواع:
  - الأول: ما تضمن الإعراض عما أنزل الله وعدم الالتفات إليه: كتقليد الآباء والرؤساء، مطلقًا.
  - الثاني: تقليد من لا يعلم المقلد أنه أهل لأخذ قوله.
  - الثالث: التقليد بعد ظهور الحجة وقيام الدليل عند شخص على خلاف قول المقلد.

وهذه الأنواع الثلاثة هي التي يحمل عليها ما ورد من آيات وأحاديث في ذم التقليد كما يحمل عليها كل ما نقل عن العلماء في ذم التقليد فقد نهى الأئمة الأربعة عن تقليدهم وذموا من أخذ أقوالهم بغير حجة.
قال الشافعي: «مثل الذي يطلب العلم بلا حجة كمثل حاطب ليل يحمل حزمة حطب وفيه أفعى تلدغه وهو لا يدري».
قال أحمد بن حنبل: «لاتقلدني ولا تقلد مالكًا ولا الثوري ولا الأوزاعي وخذ من حيث أخذوا».
وقال: «من قلة فقه الرجل أن يقلد دينه الرجال».
وقال أبو يوسف: «لا يحل لأحد أن يقول مقالتنا حتى يعلم من أين قلنا».
وقال السيوطي: «ما زال السلف والخلف يأمرون بالاجتهاد ويحضون عليه وينهون عن التقليد ويذمونه ويكرهونه».
وقد صنف جماعة في ذم التقليد كالمزني وابن حزم وابن عبد البر وأبي شامة وابن قيم الجوزية.

## التقليد والتبعية صفة وخُلُق مذموم
التقليد والتبعية بلا مسوغ ودليل، أمر مذموم، لأنه تعطيل للعقل وعمىً عن قبول الحق ورؤيته، وقد نهى عنه الشرع الإسلامي.
- في القرآن:

قال تعالى: ((وَإِذَا قِيلَ لَهُمْ تَعَالَوْاْ إِلَى مَا أَنزَلَ اللّهُ وَإِلَى الرَّسُولِ قَالُواْ حَسْبُنَا مَا وَجَدْنَا عَلَيْهِ آبَاءنَا أَوَلَوْ كَانَ آبَاؤُهُمْ لاَ يَعْلَمُونَ شَيْئًا وَلاَ يَهْتَدُونَ)).
أي: إذا دُعوا إلى دين الله وشرعه وما أوجبه، وترك ما حرَّمه، قالوا: يكفينا ما وجدنا عليه الآباء والأجداد مِن الطَّرائق والمسالك، قال الله تعالى: «أَوَلَوْ كَانَ آبَاؤُهُمْ لاَ يَعْلَمُونَ شَيْئًا» أي: لا يفهمون حقًّا، ولا يعرفونه، ولا يهتدون إليه، فكيف يتَّبعونهم والحالة هذه؟! لا يتَّبعهم إلَّا مَن هو أجهل منهم، وأضلُّ سبيلًا.
قال تعالى: ((وَإِذَا قِيلَ لَهُمُ اتَّبِعُوا مَا أَنزَلَ اللّهُ قَالُواْ بَلْ نَتَّبِعُ مَا أَلْفَيْنَا عَلَيْهِ آبَاءنَا أَوَلَوْ كَانَ آبَاؤُهُمْ لاَ يَعْقِلُونَ شَيْئاً وَلاَ يَهْتَدُونَ وَمَثَلُ الَّذِينَ كَفَرُواْ كَمَثَلِ الَّذِي يَنْعِقُ بِمَا لاَ يَسْمَعُ إِلاَّ دُعَاء وَنِدَاء صُمٌّ بُكْمٌ عُمْيٌ فَهُمْ لاَ يَعْقِلُونَ)).
قال السعدي: (أخبر تعالى عن حال المشركين إذا أُمِروا باتِّباع ما أنزل الله على رسوله -ممَّا تقدَّم وصفه- رغبوا عن ذلك، وقالوا: بَلْ نَتَّبِعُ مَا أَلْفَيْنَا عَلَيْهِ آبَاءنَا، فاكتفوا بتقليد الآباء، وزهدوا في الإيمان بالأنبياء، ومع هذا فآباؤهم أجهل النَّاس، وأشدُّهم ضلالًا، وهذه شبهة -لردِّ الحقِّ- واهيةٌ، فهذا دليلٌ على إعراضهم عن الحقِّ، ورغبتهم عنه، وعدم إنصافهم، فلو هُدُوا لرُشْدِهم، وحسن قصدهم، لكان الحقُّ هو القَصْد، ومن جعل الحقَّ قصده، ووازن بينه وبين غيره، تبيَّن له الحقُّ قطعًا، واتَّبعه إن كان مُنصفًا.
ثمَّ قال تعالى: ((وَمَثَلُ الَّذِينَ كَفَرُواْ كَمَثَلِ الَّذِي يَنْعِقُ بِمَا لاَ يَسْمَعُ إِلاَّ دُعَاء وَنِدَاء صُمٌّ بُكْمٌ عُمْيٌ فَهُمْ لاَ يَعْقِلُونَ)).
لـمَّا بيَّن تعالى عدم انقيادهم لِمَا جاءت به الرُّسل، وردَّهم لذلك بالتَّقليد، عُلِم مِن ذلك أنَّهم غير قابلين للحقِّ، ولا مستجيبين له، بل كان معلومًا لكلِّ أحدٍ أنَّهم لن يزُولُوا عن عنادهم، أخبر تعالى أنَّ مَثَلَهم عند دعاء الدَّاعي لهم إلى الإيمان، كمَثَل البهائم التي ينعِق لها راعيها، وليس لها علمٌ بما يقول راعيها ومناديها، فهم يسمعون مجرَّد الصَّوت الذي تقوم به عليهم الحجَّة، ولكنَّهم لا يفقهونه فقهًا ينفعهم، فلهذا كانوا صمًّا لا يسمعون الحقَّ سماع فهمٍ وقبول، عُمْيًا لا ينظرون نظر اعتبار، بُكْمًا فلا ينطقون بما فيه خيرٌ لهم.
قال تعالى: ((إِذْ تَبَرَّأَ الَّذِينَ اتُّبِعُواْ مِنَ الَّذِينَ اتَّبَعُواْ وَرَأَوُاْ الْعَذَابَ وَتَقَطَّعَتْ بِهِمُ الأَسْبَابُ وَقَالَ الَّذِينَ اتَّبَعُواْ لَوْ أَنَّ لَنَا كَرَّةً فَنَتَبَرَّأَ مِنْهُمْ كَمَا تَبَرَّؤُواْ مِنَّا كَذَلِكَ يُرِيهِمُ اللّهُ أَعْمَالَهُمْ حَسَرَاتٍ عَلَيْهِمْ)) وقوله: ((إِذْ قَالَ لأَبِيهِ وَقَوْمِهِ مَا هَذِهِ التَّمَاثِيلُ الَّتِي أَنتُمْ لَهَا عَاكِفُونَ قَالُوا وَجَدْنَا آبَاءنَا لَهَا عَابِدِينَ)).
وقوله: ((إِنَّا أَطَعْنَا سَادَتَنَا وَكُبَرَاءنَا فَأَضَلُّونَا السَّبِيلا)).
قال: (وقد احتج العلماء بهذه الآيات في إبطال التقليد، ولم يمنعهم كفر أولئك من جهة الاحتجاج بها؛ لأن التشبيه لم يقع من جهة كفر أحدهما وإيمان الآخر، وإنما وقع التشبيه بين التقليدين بغير حجة للمقلد، كما لو قُلِّد رجل فكفر، وقُلِّد آخر فأذنب، وقُلِّد آخر في مسألة دنياه فأخطأ وجهها، كان كلُّ واحد ملومًا على التقليد بغير حجة؛ لأنَّ كلَّ ذلك تقليد يشبه بعضه بعضًا، وإن اختلفت الآثام فيه).
* في السُّنة:
- عن عدي بن حاتم: ((أتيت رسول الله ﷺ وفي عنقي صليب، فقال لي: يا عدي بن حاتم، ألق هذا الوثن من عنقك. وانتهيت إليه وهو يقرأ سورة براءة حتى أتى على هذه الآية ((اتَّخَذُواْ أَحْبَارَهُمْ وَرُهْبَانَهُمْ أَرْبَابًا مِّن دُونِ اللّهِ)) قال: قلت: يا رسول الله، إنا لم نتخذهم أربابًا، قال: بلى، أليس يحلون لكم ما حرم عليكم فتحلونه، ويحرموه عليكم ما أحل الله لكم فتحرمونه؟ فقلت: بلى، قال: تلك عبادتهم)).
* أقوال الصحابة والعلماء:
1- عن ابن مسعود  أنَّه كان يقول: (أَلَا لا يقلِّدنَّ أحدكم دينه رجلًا، إن آمن: آمن، وإن كفر: كفر ؛ وإن كنتم لا بدَّ مقتدين، فاقتدوا بالميِّت؛ فإنَّ الحيَّ لا يُؤمن عليه الفتنة).
-وعنه أيضًا- قال: (لا يكون أحدكم إمَّعة، قالوا: وما الإمَّعة يا أبا عبد الرَّحمن؟ قال: يقول: إنَّما أنا مع النَّاس، إن اهتدوا اهتديت، وإن ضلُّوا ضللت، ألَا ليوطِّن أحدكم نفسه على إن كفر النَّاس، أن لا يكفر).
2- وعن الفضيل بن عياض قال: (اتَّبع طريق الهدى، ولا يضرُّك قلَّة السَّالكين، وإيَّاك وطرق الضَّلالة، ولا تغتـرَّ بكثرة الهالكين).
3- و (عن كُمَيْل بن زياد أنَّ عليًّا  قال: يا كُمَيل: إنَّ هذه القلوب أوعية، فخيرها أوعاها للخير، والنَّاس ثلاثة: فعالم ربَّانيٌّ، ومتعلِّم على سبيل نجاة، وهمج رعاع أتباع كلِّ ناعق، لم يستضيئوا بنور العلم، ولم يلجؤوا إلى ركن وثيق.. إلى أن قال: أُفٍّ لحامل حقٍّ لا بصيرة له، ينقدح الشَّكُّ في قلبه بأول عارض مِن شبهة، لا يدري أين الحقُّ، إن قال أخطأ، وإن أخطأ لم يدر، مشغوفٌ بما لا يدري حقيقته، فهو فتنةٌ لمن فُتن به).
4- وقال ابن القيم: (وكانوا يسمون –أي: الصحابة والتابعون- المقلد الإمعة ومحقب دينه، كما قال ابن مسعود: الإمعة الذي يحقب دينه الرجال، وكانوا يسمونه الأعمى الذي لا بصيرة له، ويسمون المقلدين أتباع كل ناعق، يميلون مع كل صائح).

### تعريف الإمَّعة
الإمَّعةُ والإمَّعُ: الذي لا رأْي له ولا عَزْم، فهو يتابع كلَّ أَحدٍ على رأْيِه، ولا يثْبُت على شيء، والهاء فيه للمبالغة، ولا نظير له إِلَّا رجل إِمَّرٌ وهو: الأَحمق. قال الأَزهري: وكذلك الإمَّرةُ وهو الذي يوافق كلَّ إنسان على ما يُريده.
قال ابن الأثير: (الإمَّعة: الذي لا رأي له، فهو يتابع كلَّ أحد على رأيه، وقيل: هو الذي يقول لكلِّ أحدٍ: أنا معك).

### صور من التقليد والتبعية
1- التقليد في أصل العقيدة:
قال تعالى: ((وَإِذَا قِيلَ لَهُمْ تَعَالَوْاْ إِلَى مَا أَنزَلَ اللّهُ وَإِلَى الرَّسُولِ قَالُواْ حَسْبُنَا مَا وَجَدْنَا عَلَيْهِ آبَاءنَا أَوَلَوْ كَانَ آبَاؤُهُمْ لاَ يَعْلَمُونَ شَيْئًا وَلاَ يَهْتَدُونَ)) [المائدة: 104].
2- في فروع الدِّين:
كالذي يقلِّد غيره في العبادات حتى لو أخطأ وظهر له الدَّليل على خطئه، كما في التَّعصُّب المذهبي.
3-في الأخلاق ولو ساءت، كما ذكر الله تعالى عن أهل الجاهلية في قوله: ((وَإِذَا فَعَلُواْ فَاحِشَةً قَالُواْ وَجَدْنَا عَلَيْهَا آبَاءنَا وَاللّهُ أَمَرَنَا بِهَا قُلْ إِنَّ اللّهَ لاَ يَأْمُرُ بِالْفَحْشَاء أَتَقُولُونَ عَلَى اللّهِ مَا لاَ تَعْلَمُونَ)) [الأعراف: 28].
4- التَّبعيَّة السِّياسية، مثل ما يطالب به الكثيرون اليوم مِن جعل الدَّولة مدنيَّةً على غرار مدنيَّة الغرب التي تعني إقصاء الدِّين.
5- في الصَّحافة والإعلام: بنشر كلِّ ما يقال بدون تثبُّت وتروٍّ، ويا ليتهم يعقلون قوله تعالى: ((وَإِذَا جَاءهُمْ أَمْرٌ مِّنَ الأَمْنِ أَوِ الْخَوْفِ أَذَاعُواْ بِهِ وَلَوْ رَدُّوهُ إِلَى الرَّسُولِ وَإِلَى أُوْلِي الأَمْرِ مِنْهُمْ لَعَلِمَهُ الَّذِينَ يَسْتَنبِطُونَهُ مِنْهُمْ وَلَوْلاَ فَضْلُ اللّهِ عَلَيْكُمْ وَرَحْمَتُهُ لاَتَّبَعْتُمُ الشَّيْطَانَ إِلاَّ قَلِيلاً)) [النَّساء: 83].
6- مُسَايرة الواقع:
ومِن صور الإمَّعة: فتنة مُسَايرة الواقع؛ فهي كثيرة ومتنوعة اليوم بين المسلمين، وهي تترواح بين الفتنة وارتكاب الكبائر أو الصَّغائر، أو التَّرخُّص في الدِّين، وتتبُّع زلَّات العلماء؛ لتسويغ المخالفات الشَّرعية النَّاجمة عن مسايرة الرَّكب، وصعوبة الخروج عن المألوف، واتِّباع النَّاس إن أحسنوا أو أساؤوا. ومَن هذه حاله يَنطَبق عليه وصف الإمَّعة.

### العوامل المسببة للوقوع في التبعية المذمومة
تربية الأبناء على التَّبعيَّة لغيرهم في كلِّ شيء وعدم مشاركتهم في شيء - فقدان الثِّقة بالنَّفس -الجهل -الغلوُّ في محبة الأشخاص (التقديس) -اتباع الهوى والشبهات - تعظيم ما كان عليه الآباء -التَّقليد الأعمى وعدم البحث عن الدَّليل.

### أقوال الشعراء في التقليد والتبعية
قال ابن عبد البر:
{{أبيات|
يا سائلي عن موضعِ التقليدِ\\خذْ عني الجوابَ بفهمِ لبٍّ حاضرِ
واصغِ إلى قولي ودنْ بنصيحتي\\واحفظْ عليَّ بوادري ونوادري
لا فرقَ بينَ مقلدٍ وبهيمةٍ\\تنقادُ بين جنادل ودعاثرِ
تبًّا لقاضٍ أو لمفتٍ لا يرى\\عللًا ومعنى للمقال السائرِ